# Steinkopfinsel
Die Steinkopfinsel ist eine Insel in der Elbe und gehört zum Gebiet der Stadt Magdeburg.
Sie ist im Osten von Elbe und Rothenseer Verbindungskanal und im Westen vom Zweigkanal Magdeburg umgeben. Die Insel hat eine Nord-Süd-Ausdehnung von circa 2,5 km bei einer Breite an der stärksten Stelle von lediglich circa 0,3 km. Im Rothenseer Verbindungskanal befindet sich die Niedrigwasserschleuse Magdeburg.
Zu DDR-Zeiten lagerte auf der Insel ein Teil der Kohle-Staatsreserve.
In unmittelbarer Nähe befinden sich Anlagen des Magdeburger Hafens. Die zum Stadtteil Gewerbegebiet Nord gehörende Insel ist in der südlichen Hälfte mit Gewerbeansiedlungen bebaut. Auf dem Nordteil der Insel wurden auch zwei Windenergieanlagen des unmittelbar gegenüber produzierenden Herstellers Enercon zur Stromerzeugung errichtet.
Der Name der Insel könnte von Oberamtmann Steinkopf aus Klein Ottersleben herrühren. Steinkopf hatte zumindest zwischen 1791 und 1803 Teile des auf der anderen Elbseite liegenden Geländes des heutigen Herrenkrugparks gepachtet und erfolgreich bewirtschaftet.
Am Abend des 6. März 1998 wurde Karl-Heinrich Gross, Manager der Musikgruppe Kastelruther Spatzen, schwer verletzt auf der Steinkopfinsel aufgefunden. Er starb kurze Zeit später.